# Beaver (Kansas)
Beaver es un lugar designado por el censo ubicado en el condado de Barton en el estado estadounidense de Kansas. En el censo de 2020 tenía una población de 52 habitantes y una densidad poblacional de 3,28 habitantes por km². Fue incluido como CDP en el censo de 2020. 

## Geografía
Beaver se encuentra ubicado en las coordenadas 38°38′25″N 98°40′01″O / 38.64028, -98.66694. Según la Oficina del Censo de los Estados Unidos,  tiene una superficie total de 15,84 km², de la cual 15,83 km² corresponden a tierra firme y 0,01 km² a agua.